# Хибне склепіння

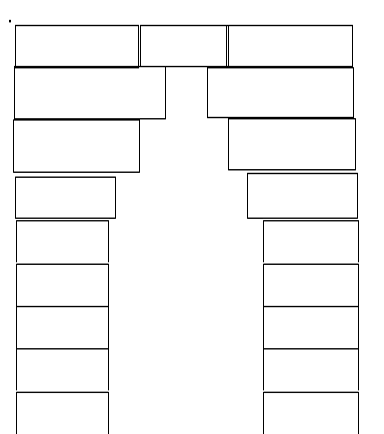
Схема хибного склепіння

Хибний звід, також хибне склепіння — прийом кладки в архітектурі, при якому утворюється подоба звуження склепінної стелі.

## Відмінність від справжнього зводу

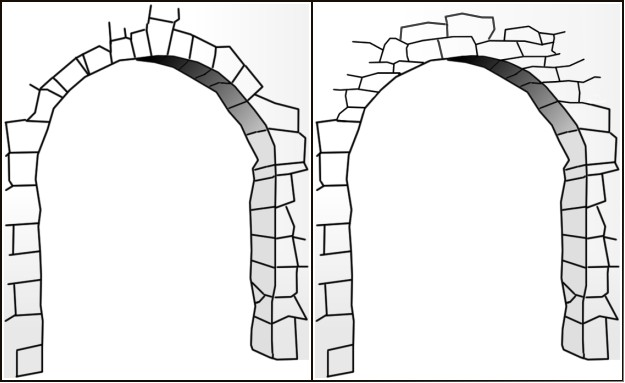
Справжній звід (зліва) і хибний звід (праворуч)

На відміну від справжнього зводу, що вперше з'явився в Стародавньому Римі, при якому велика частина каменів висить в повітрі, яка підпирається сусідніми і замикається замковим каменем нагорі, в хибному склепінні всі камені кладки лежать один на одному, шарами, так, що їх центри тяжіння не виходять за межі вертикальної проєкції кладки. Тобто в хибному зводі виключений ризик загального обвалення при прибиранні або руйнуванні будь-якого з каменів. 
Хибний звід на відміну від справжнього не дає бічного розпору.

## Історія

### Середземномор'я
Найбільш ранні ступінчасті склепіння знаходяться в похоронній камері піраміди Снофру в Медумі і в Великій галереї піраміди Хеопса. У Середньому царстві такими дахами часто перекривали мастаби, в Новому царстві за цим принципом споруджували хибні арки, хоча кількість східчастих склепінь в цей період сильно поступається їх числу в епоху Стародавнього царства.
Хибне склепіння зустрічається в підземних склепах культур Середземномор'я, наприклад в сирійському древньому місті Ебла, в ізраїльських Хацор і Мегіддо.
Будівельна техніка зведення хибних зведень хеттів і мікенців має схожі риси, причому споруди хеттів зведені на 300 років раніше мікенських. Головним прикладом будівель з хибних зводом в Мікенах є толосове поховання Скарбниця Атрея. Міст Аркадіко в Греції вважається найдавнішим зі збережених аркових мостів в світі (близько 1300-1200 роки до н.е.) і був частиною військової дороги, придатної для колісниць, між містами Тиринф і Епідавр. У Елефтернського мосту на острові Крит нетипова ширина прольоту — 4 м.

### Мезоамерика
Хибне склепіння зустрічається у багатьох містах майя, в будівлях передкласичної ери. До початку класичної епохи (бл. 250 рік н.е.) хибний звід стає практично повсюди елементом конструкцій в петенському басейні.

### Південно-Східна Азія
В індійському штаті Одіша храми в Бхубанешварі побудовані з хибними склепіннями. Ця техніка до індо-ісламської архітектури використовувалася в будівництві храму Муктешвара (приб. 950 рік н.е.) та не зазнала з тих пір радикальних змін.
Хибний звід використовувався в храмах Індонезії в VIII-XV століттях. Яскравий приклад: Боробудур з характерним T-подібним замковим каменем нагорі. 

Усі будівлі Ангкора IX-XII століть використовують хибне склепіння. 

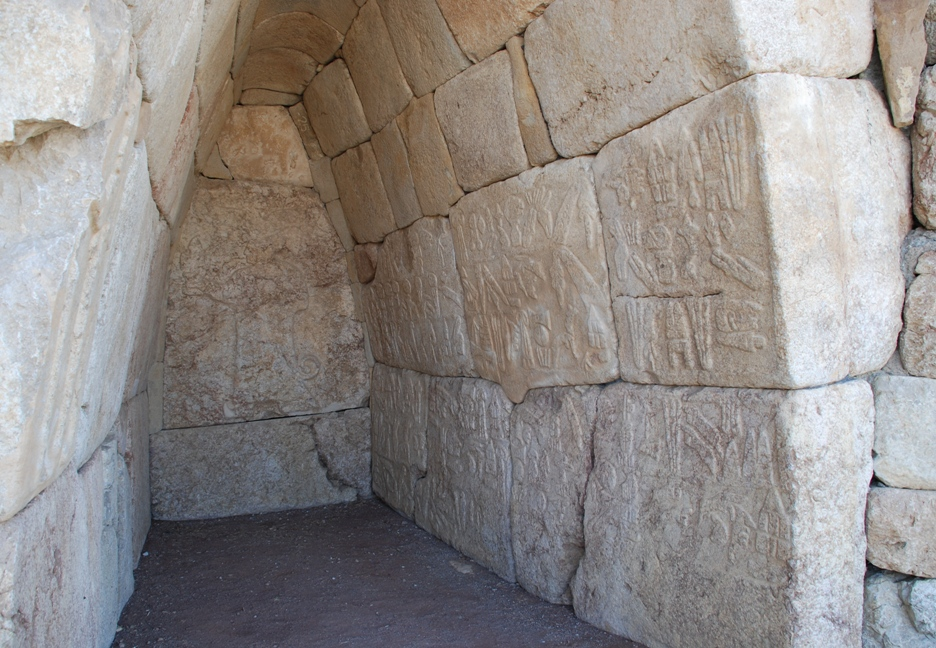
Хаттуса, Анатолія, Туреччина
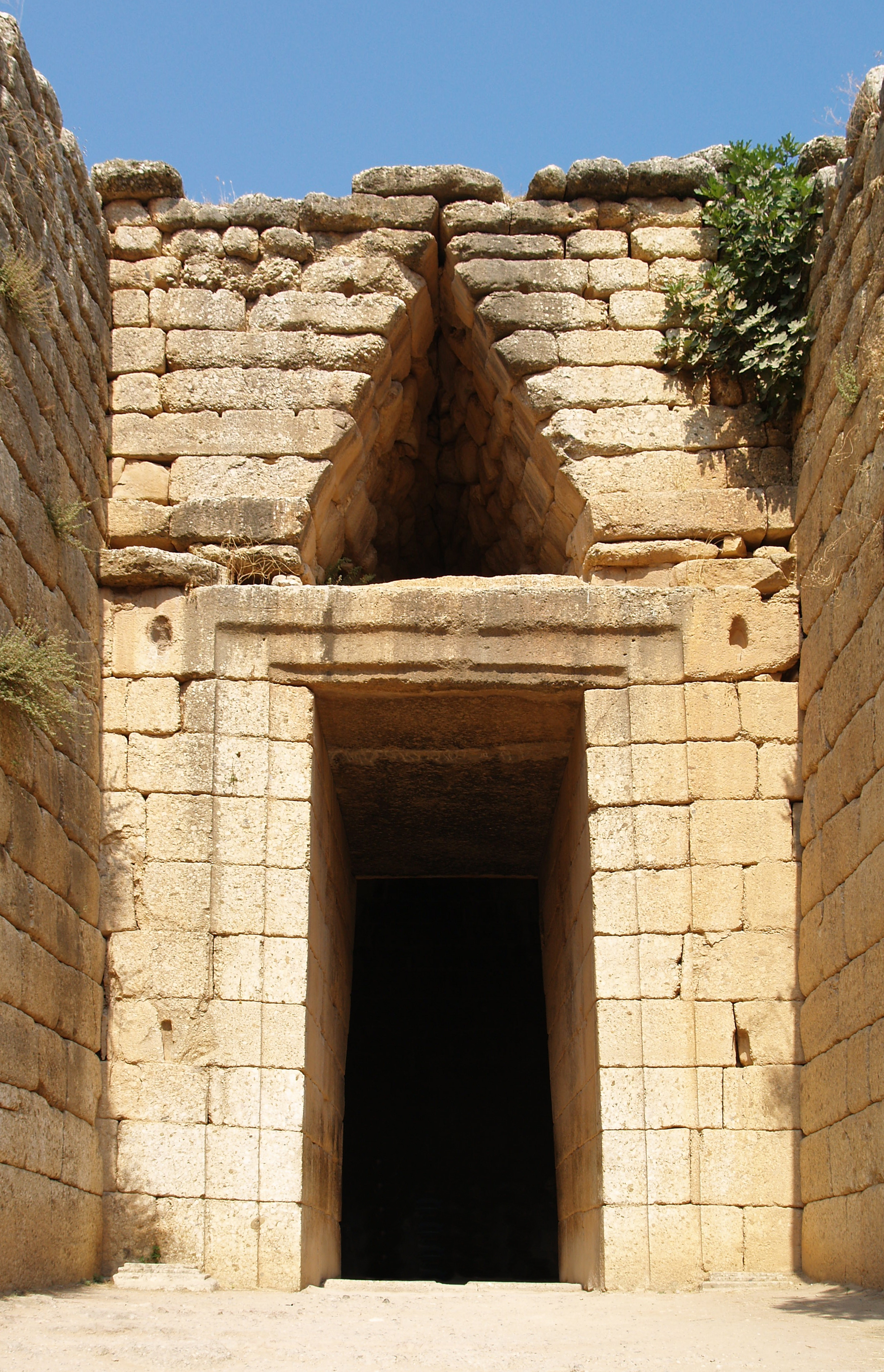
Поховання Скарбниця Атрея в Мікенах
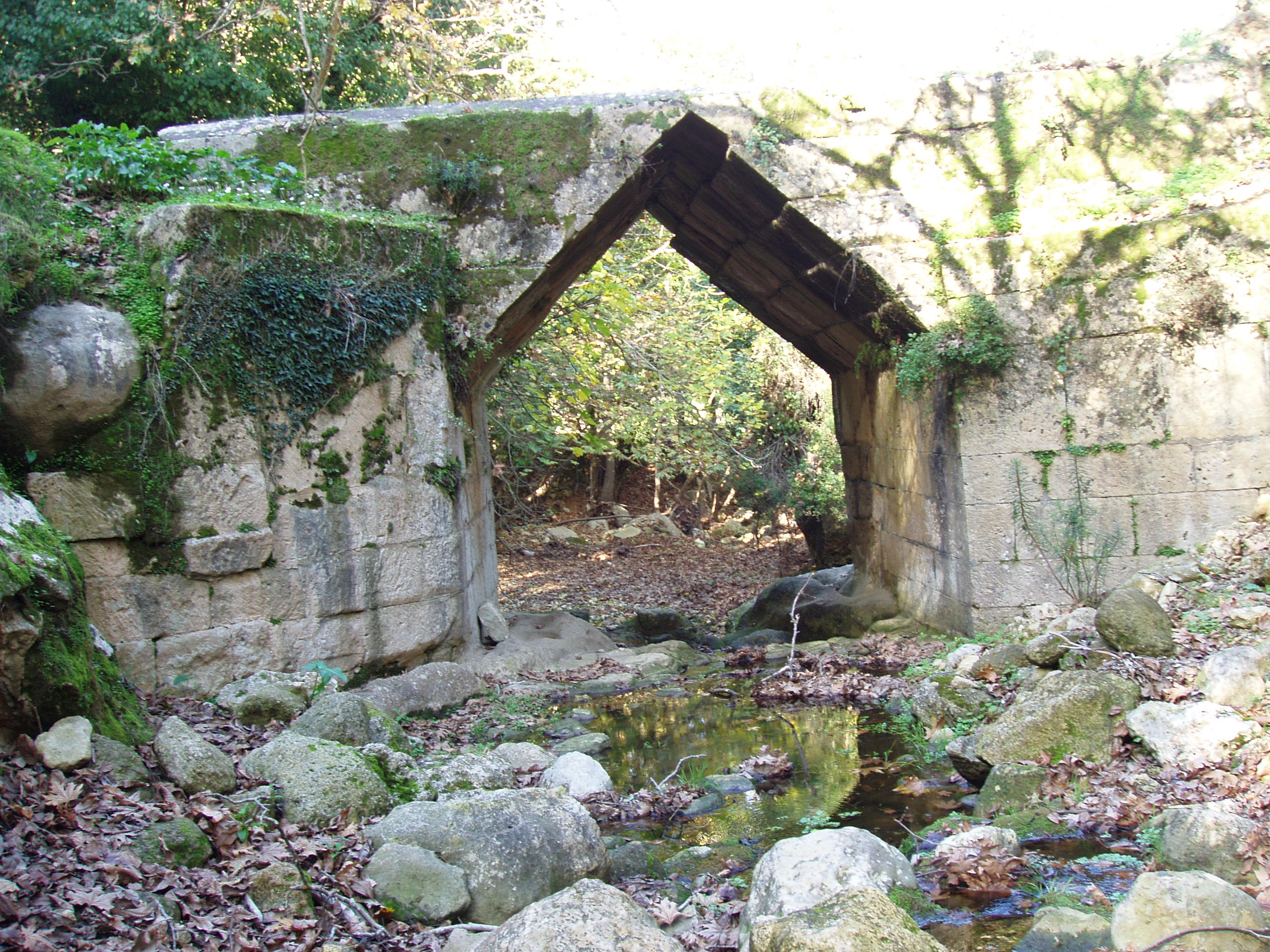
Елевтернський міст на острові Крит
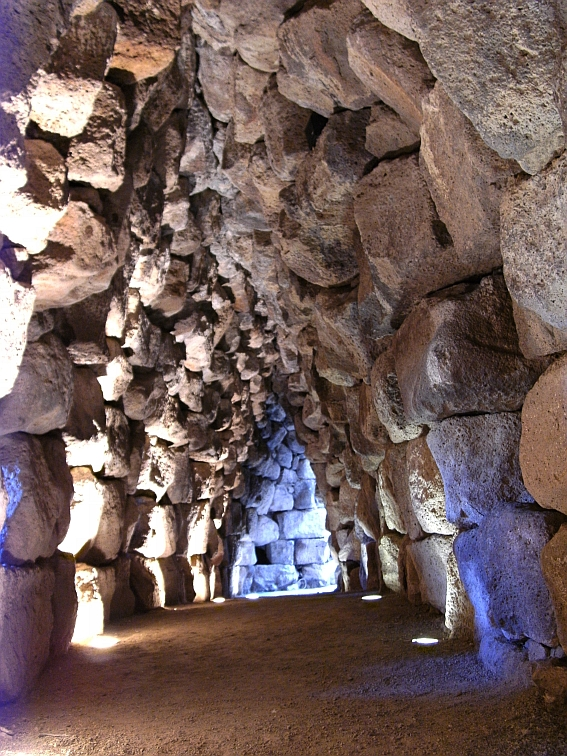
Нураг Санте Антіне, Сардинія
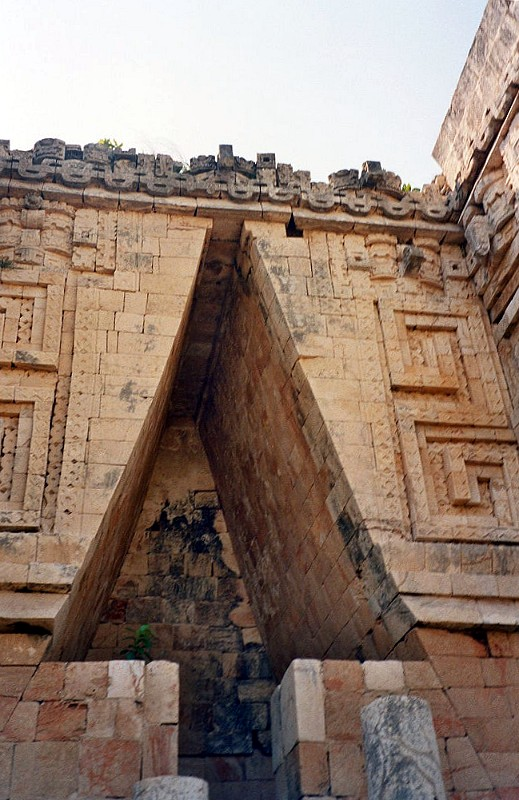
Споруда майя в Ушмалє
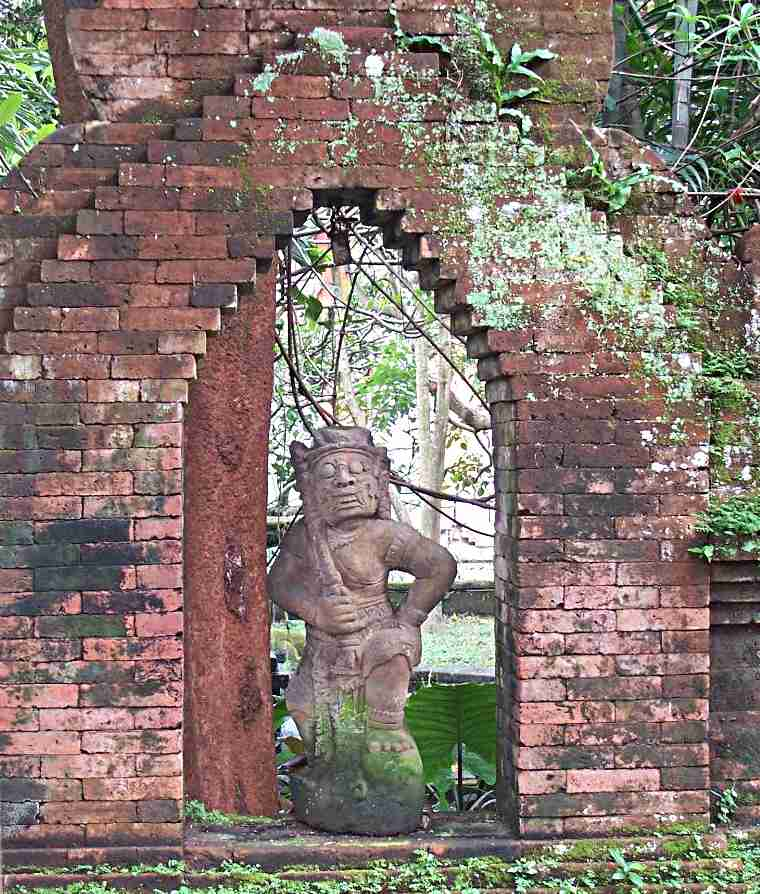
Мішон, В'єтнам

## Техніка побудови
Такі дахи створювалися в такий спосіб: після того як стіни камери або коридору досягали потрібної висоти, кожен наступний шар каменю або цегли укладався з таким розрахунком, щоб він злегка виступав над попереднім. Роботу закінчували тоді, коли протилежні кінці кладки з'єднувалися один з одним або між ними залишалася відстань, яку можна було легко перекрити одним блоком.

Принцип будівництва
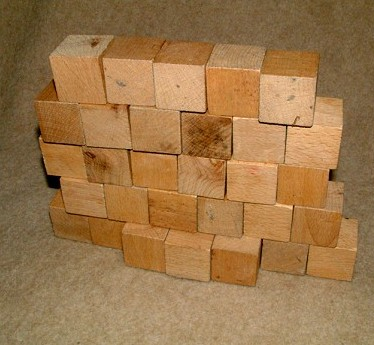
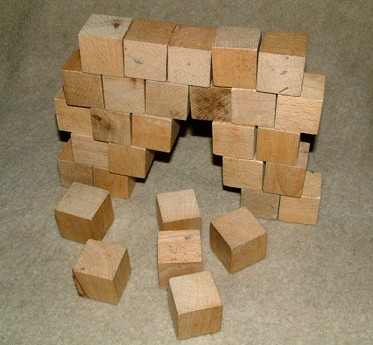
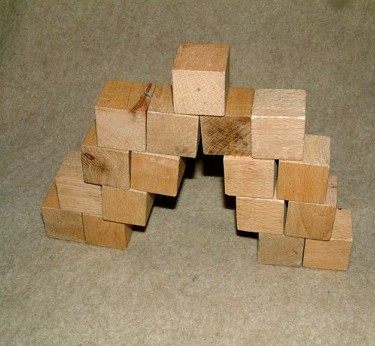